# Nhà Chu
Nhà Chu (tiếng Trung: 周朝; Hán-Việt: Chu triều; bính âm: Zhōu Cháo; Wade–Giles: Chou Ch'ao [tʂóʊ tʂʰɑ̌ʊ]) là vương triều thứ ba trong lịch sử Trung Quốc. Là triều đại tiếp nối nhà Thương, nhà Chu cũng là triều đại cuối cùng thực thi chế độ phong kiến cát cứ. Lịch sử nhà Chu được chia thành hai thời kỳ: Tây Chu (khoảng thế kỷ 11 TCN – 771 TCN) và Đông Chu (770 TCN – 256 TCN). Tây Chu khởi đầu từ khi Chu Vũ vương đánh bại nhà Thương và lập quốc, đóng đô tại Cảo Kinh (còn gọi là Tông Chu), và chấm dứt khi Chu U Vương bị lật đổ. Đông Chu định đô tại Lạc Ấp và được chia thành hai giai đoạn: Xuân Thu (770 TCN – 476 TCN) và Chiến Quốc (476 TCN – 221 TCN). Nhà Đông Chu chấm dứt khi Chu Noãn vương bị Tần Chiêu Tương vương phế truất vào năm 256 TCN. Đến năm 221 TCN, Tần Thủy Hoàng thống nhất Trung Quốc và lập nên nhà Tần.
Tộc Chu khởi đầu từ vùng Chu Nguyên. Sau trận Mục Dã (k. 1046 TCN), Chu Vũ vương lật đổ nhà Thương và thành lập nhà Tây Chu. Sau khi Chu công Đán đông chinh dẹp loạn Tam giám, triều đình nhà Chu đã tiến hành phong đất cho nhiều chư hầu để ổn định vùng phía đông. Tây Chu bước vào thời kỳ phát triển rực rỡ dưới thời Thành Vương và Khang Vương, nhưng dần suy yếu vào thời Chiêu Vương và Mục Vương. Các triều đại của Cung Vương, Ý Vương, Lệ Vương chứng kiến sự suy yếu rõ rệt, dẫn đến nhân dân nổi dậy chống lại triều đình, mở ra thời kỳ Chu Thiệu cộng hòa. Tuy có một giai đoạn phục hưng ngắn dưới thời Tuyên Vương, song nhà Tây Chu đã sụp đổ sau cuộc tấn công của tộc Khuyển Nhung dưới thời U Vương.
Thời kỳ Đông Chu bắt đầu khi Chu Bình Vương dời đô về phía đông đến Thành Chu, nhưng quyền lực của thiên tử cũng suy yếu dần từ đấy. Vào thời Xuân Thu, một số chư hầu, tiêu biểu như Tề Hoàn công, khởi xướng phong trào "tôn vương, dẹp loạn", mở ra giai đoạn các chư hầu xưng bá. Sang tới thời Chiến Quốc, sự tranh giành quyền lực giữa các chư hầu trở càng trở nên gay gắt, dẫn đến một thời kỳ chiến tranh loạn lạc kéo dài suốt nhiều thế kỷ. Năm 256 TCN, nhà Chu bị nước Tần thôn tính. Năm 221 TCN, nhà Tần tiêu diệt các chư hầu còn lại và thống nhất toàn bộ Trung Quốc.
Về mặt chính trị, nhà Chu thiết lập hệ thống quyền lực trung ương với vua Chu là người đứng đầu, cai quản toàn bộ lãnh thổ. Hệ thống phong kiến của nhà Chu xây dựng dựa trên mối quan hệ vua–tôi, được củng cố bởi chế độ tông pháp dựa trên quan hệ huyết thống và được cũng cố bởi hệ thống lễ nghi và điền địa. Tuy nhiên, từ giữa thời Xuân Thu, hệ thống này bắt đầu suy yếu, lễ nghi dần sụp đổ, dẫn đến sự xuất hiện của nhiều luồng tư tưởng triết học mới, tiêu biểu là Nho gia, Đạo gia và Pháp gia, gọi chung là Bách gia chư tử.
Nhà Chu là thời kỳ quan trọng trong quá trình giao lưu và hòa hợp giữa tộc Hoa Hạ (đại diện bởi người Chu) với các dân tộc xung quanh. Sau khi thực hiện chế độ phong kiến, văn hóa Hoa Hạ ở trung nguyên đã tiếp xúc và hòa nhập với các nền văn hóa của các bộ tộc khác, hình thành nhiều nét văn hóa khu vực đặc sắc. Thời kỳ nhà Chu thường được coi là đỉnh cao của nghệ thuật chế tác đồ đồng Trung Quốc. Đây cũng là thời kỳ văn học chữ viết dần được hình thành, với văn xuôi cổ đại phát triển từ đơn giản đến phức tạp. Các tác phẩm trong Kinh Thi cho thấy thể thơ bốn chữ ngày càng phát triển. Chữ viết Trung Quốc phát triển thành chữ triện, thay thế cho các dạng chữ trên giáp cốt và đồ đồng trước đó. Vào cuối triều đại, một dạng chữ lệ sơ khai cũng bắt đầu xuất hiện.

## Niên đại học
Bài viết này sử dụng niên đại dựa trên kết quả nghiên cứu của dự án Hạ Thương Chu đoạn đại công trình. Dự án xác định địa điểm và khoảng thời gian (niên đại) của các triều đại là nhà Hạ, nhà Thương và Tây Chu dựa trên các kết quả xác định niên đại bằng cacbon phóng xạ, các phương pháp xác định niên đại của khảo cổ học từ các di chỉ khảo cổ học cũng như từ các mộ táng, phân tích các văn bản lịch sử trên giáp cốt văn và kim văn, các kết quả thiên văn, lịch pháp v.v. Tuy các kết quả của Hạ Thương Chu đoạn đại công trình không nhận được sự ủng hộ tuyệt đối từ các học giả và có thể có sai sót, song vì lý do đồng bộ hóa, bài viết này sẽ chỉ sử dụng duy nhất niên đại từ dự án này.

## Từ nguyên
Tên gọi nước "Chu" (周) có lẽ được vua Vũ Ất (trị. 1147 – 1112 TCN) của nhà Thương ban cho. Người nước Chu vốn thông thạo ngành nông nghiệp, nên chữ Chu trong Giáp cốt văn được viết thành chữ điền (田), có nghĩa là ruộng, bên trong được gieo hạt đầy đủ (). Trong Kim văn, chữ Chu lại được viết theo kiểu thượng điền hạ khẩu (), tức phía trên chữ điền, phía dưới chữ khẩu (口), có nghĩa là miệng. Do vậy Chu ban đầu được dùng để chỉ tới một vùng đất có nền nông nghiệp phát triển.

## Lịch sử
Chu là một bộ lạc sinh sống tại cao nguyên Hoàng Thổ vùng Thiểm Bắc vào thời nhà Thương. Theo truyền thuyết, thủy tổ nhà Chu khởi nghiệp từ đất Thai (nay thuộc tây Vũ Công, Thiểm Tây), tương truyền có tên là Khí, còn gọi là Hậu Tắc. Cơ Khí là con Đế Khốc, mẹ là con gái họ Hữu Thai tên là Khương Nguyên, vợ cả Đế Khốc. Cơ Khí sống vào đời vua Thuấn, được ban cho họ Cơ, tính đến đời Chu Văn Vương thì có tổng cộng 15 đời thủ lĩnh. Chu tộc vốn thường xuyên bị Nhung Địch quấy nhiễu mà phải di cư tới vùng đất khác. Vào giữa thời nhà Hạ, Công Lưu (k. thế kỷ 21 TCN) dẫn dắt Chu tộc dời đến đất Bân (hoặc Mân) — nay thuộc vùng Tây Nam huyện Tuần Ấp tỉnh Thiểm Tây, thành lập thành trị và phát triển nông nghiệp. Đến đời Công Đản Phủ, vì bị các bộ tộc Khuyển Nhung tấn công thường xuyên, nên ông đã quyết định đưa bộ lạc của mình rời đất Mân để đến Chu Nguyên bên bờ sông Vị (nay là Kỳ Sơn, Thiểm Tây) vào khoảng triều đại vua Vũ Ất nhà Thương. Chu Nguyên sở hữu điều kiện tuyệt vời cho nông nghiệp, qua đó giúp nước Chu phát triển ổn định. Dưới triều vua Vũ Đinh (trước Vũ Ất khoảng 80 năm), giữa nước Chu và nhà Thương xảy ra chiến sự, và kết quả là nước Chu đã trở thành phiên thuộc của nhà Thương. Sau cái chết của Công Đản Phủ, con út Quý Lịch kế vị, người con cả là Thái Bá và con thứ hai là Trọng Ung vì thế đã rời Chu để đến vùng Thái Hồ khai khẩn rồi dựng nên nước Ngô.
Sự trỗi dậy của nước Chu khởi đầu từ thời Quý Lịch (k. thế kỷ 12 TCN). Ông thiết lập quan hệ hữu hảo với nước Ngô do Thái Bá và Trọng Ung sáng lập, đồng thời có công khai khẩn vùng Tấn Nam (này là khu vực tỉnh Sơn Tây). Quý Lịch kết hôn cùng Thái Nhâm là con gái nước Chí, qua đó giành được sự ủng hộ của hai phiên thuộc nhà Thương là nước Chí (nay là Bình Dư, Hà Nam) và nước Trù (nay là đông nam Lỗ Sơn, Hà Nam). Thừa dịp quốc lực nhà Thương suy yếu, Quý Lịch xua quân thảo phạt người Di Địch, kẻ thù nhà Thương, nhân đó phát triển lãnh thổ về vùng Thiểm Nam và Tấn Nam. Nhiều lần hỗ trợ nhà Thương đánh bại Nhung Địch, Quý Lịch được Thương vương Thái Đinh phong làm "Mục sư". Tuy nhiên, do lo sợ nước Chu phát triển quá mạnh mẽ, Thái Đinh đã hạ sát vị thủ lĩnh Chu tộc. Sau khi Cơ Xương, trưởng tử của Quý Lịch, lên ngôi kế vị, Thương vương Đế Ất vì muốn trấn an vị thủ lĩnh mới của Chu tộc nên đã đem em gái của mình gả cho Cơ Xương.

### Nhà Chu đoạt thiên mệnh

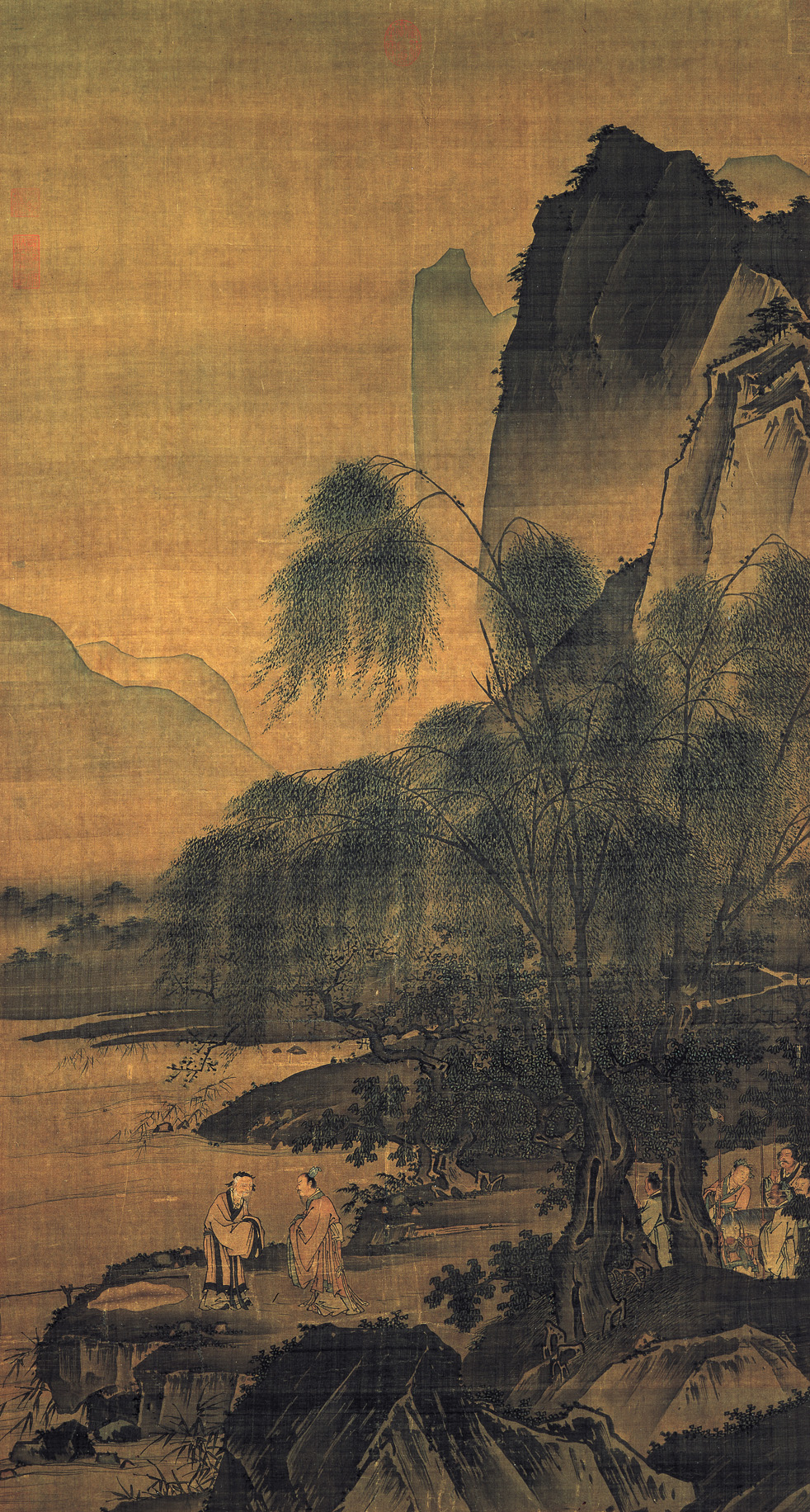
Vị tân thùy điếu đồ, miêu tả cảnh Chu Văn Vương gặp Khương Tử Nha bên sông Vị

Vào thời sơ kỳ triều đại vua Đế Tân (tức Trụ Vương), Cửu hầu (còn gọi là Quỷ hầu), Vu hầu (còn gọi là Ngạc hầu) và Chu hầu (tức Cơ Xương, về sau được phong làm Tây bá) giữ chức là Tam công. Cửu hầu và Vu hầu bởi vì không được lòng Trụ Vương nên bị giết, Chu hầu Xương cũng vì liên quan nên bị tù đày ở ngục Dữu Lý. Chu hầu Xương về sau được bầy tôi dâng mỹ nữ, vật lạ cho Trụ Vương mới được thả về. Sau khi quay trở về, Cơ Xương được Đế Tân ban cho quyền lực chinh phạt phương tây, trở thành Tây bá Cơ Xương. Tây bá Cơ Xương sau khi trở về nước liền ra sức đoàn kết giới quý tộc cùng người trong nước, chiêu hiền đãi sĩ và ban hành các đạo luật để kiểm soát nô lệ.
Nhằm hạn chế xung đột trực tiếp với triều đình nhà Thương, Cơ Xương chủ trương đoàn kết giữa các nước chư hầu, tiêu diệt người Nhung ở phía tây cùng các nước thân với triều đình, hoàn thành chính sách cô lập nhà Thương. Tây bá Cơ Xương trước tiên giải quyết tranh chấp giữa hai nước ở vùng Tấn Nam là Ngu và Nhuế, duy trì tuyến đường phía đông dẫn tới Trung Nguyên. Cơ Xương đánh bại Khuyển Nhung, phản kích cuộc tấn công của nước Mật Tu (nay là Linh Đài, Cam Túc) và thốn tính nước này để củng cố phía tây. Về phía đông, Cơ Xương xuất binh tiêu diệt nước Lê (黎, còn gọi là Kỳ 耆, nay là Lê Thành, Sơn Tây), Hàn (邗, còn gọi là Vu 于, nay là Thấm Dương, Hà Nam) cùng các tiểu quốc khác, qua đó củng cố khu vực Tấn Nam. Tiếp đó, Tây bá Xương khởi binh diệt nước Sùng (khu vực Vị Thủy, Hoàng Hà), phiên thuộc lớn nhất của nhà Thương, rồi dời đô đến Phong Ấp (nay là Tây An, Thiểm Tây).
Năm 1059 TCN, trong một sự kiện thiên văn hiếm gặp, cả sao Thủy, sao Kim, sao Hỏa, sao Mộc lẫn sao Thổ giao hội trên bầu trời vùng Tây Bắc Trung Quốc. Người nước Chu xem đây là một điềm lành, cho rằng Cơ Xương đã đoạt được thiên mệnh. Vào thời điểm này, nước Chu "ba phần thiên hạ có hai phần", chuẩn bị đại hội chư hầu tiến công kinh đô nhà Thương, Cơ Xương có lẽ đã xưng vương cùng năm đó, tức Chu Văn Vương. Tuy nhiên, Văn Vương đột ngột qua đời chỉ một năm sau khi nước Chu dời đô, con thứ hai là Cơ Phát lên nối ngôi, tức Chu Vũ Vương.

### Vũ Vương phạt Trụ
Chu Vũ Vương tiếp nối sự nghiệp đang còn dang dở của Văn Vương, ông bái Lã Vọng (tức Khương Tử Nha) làm thầy, lại dùng Chu công Đán, Triệu công Thích, Tất công Cao, Vinh bá làm tả hữu. Lúc bấy giờ triều đình nhà Thương đang rơi vào tình thế hỗn loạn, Đế Tân giết Tỷ Can, bỏ tù Cơ Tử, anh trai của Đế Tân là Vi Tử cũng hết sức can gián nhưng không được. Triều đình nhà Thương về mặt quân sự tuy tương đối thành công, nhưng cuộc chiến với nước Hoài của người Đông Di tiêu tốn quá nhiều quốc lực, tạo điều kiện cho nước Chu có cơ hội xuất binh diệt Thương.
Năm 1046 TCN, Chu Vũ Vương dấy binh chống lại nhà Thương, tôn Lã Vọng làm thái sư, xuất binh Đồng Quan, cùng các chư hầu Tây Di (nay là các vùng thuộc Cam Túc, Tứ Xuyên và Hồ Bắc) hội binh tại Minh Tân (phía tây nam Mạnh Huyện, Hà Nam ngày nay). Chu Vũ Vương thừa dịp quân chủ lực nhà Thương còn đang tác chiến ở Đông Di đã hạ lệnh liên quân đông chinh tập kích thủ đô nhà Thương là Triều Ca (nay là Kỳ huyện, Hà Nam). Vào ngày Giáp Tử năm sau đó, quân Chu tập kích quân Thương đang đóng ở Mục Dã (nay là Tân Hương, Hà Nam). Đế Tân phải đối mặt với một cuộc tập kích bất ngờ từ quân Chu, chỉ có thể huy động nô lệ cấu thành một đội quân tạm bợ để nghênh chiến. Mặc dù hai tướng nhà Thương là Phi Liêm và Ác Lai ra sức kháng cự, song vẫn bị quân Chu đánh bại. Sau đó, khi Vũ Vương tấn công kinh đô Triều Ca, Đế Tân không còn đường nào khác, buộc phải lên Lộc Đài tự thiêu mà chết. Nhà Thương diệt vong, nhà Chu thành lập. Tiếp đó, Chu Vũ Vương hạ lệnh cho Lã Vọng cùng bốn lộ binh mã truy quét những tàn dư còn lại của Thương triều tại miền đông và miền nam, hoàn tất đại nghiệp chinh phục nhà Thương cùng các nước phiên thuộc của nó.
Chu Vũ Vương sau khi diệt Thương đã cử hành buổi lễ chiến thắng tại Mục Dã và một buổi lễ tế thần đất tại Triều Ca để xoa dịu và hàng phục giới quý tộc Ân Thương. Để hợp pháp hoá công cuộc lật đổ nhà Thương cũng như để trấn an di dân cùng các nước phiên thuộc của nó, Chu Vũ Vương đã sử dụng khái niệm "Thiên mệnh". Vũ Vương thành lập ở phía đông sông Phong (沣水) một kinh đô mới có tên là Cảo Kinh (còn gọi là Tông Chu, thuộc Tây An, Thiểm Tây ngày nay). Ông quyết định xây dựng thêm Đông đô ở Lạc Ấp (còn gọi là Thành Chu, nay là Lạc Dương, Hà Nam), kỳ vọng trở thành thủ phủ chính trị, quân sự của khu vực Quan Đông. Để khống chế khu vực Quan Đông, nhà Chu đã thiết lập chế độ phong kiến, phong đất cho nhiều tông thất công thần ở phía đông làm phên dậu cho vua Chu. Phong Thái công Vọng đất Lữ (nay là Nam Dương, Hà Nam), Chu công Đán đất Lỗ (nay là Lỗ Sơn, Hà Nam), Triệu công Thích đất Yển (nay là Yển Thành, Hà Nam). Ba nước Lữ, Lỗ, Yển có vai trò bảo vệ Lạc Ấp. Lại phong Quản Thúc Tiên được phong đất Quản (nay là Quản Thành, Hà Nam), Sái Thúc Độ đất Sái (nay là Thượng Thái, Hà Nam), Hoắc Thúc Xử đất Hoắc (có thể là Lâm Nhữ, Hà Nam ngày nay) làm Tam giám, nhằm kiểm soát các chư hầu phía Đông.
Chu Vũ Vương biết lòng người còn nhớ nhà Ân, nên không làm tuyệt hương hỏa. Ông phong cho con Đế Ất là Vũ Canh tiếp tục cai trị đất Ân. Do các vùng xung quanh đất Ân còn chưa hoàn toàn thần phục nhà Chu, nên Chu Vũ Vương chia làm ba khu vực: phía bắc Triều Ca đến đất Bội do Hoắc Thúc Xử quản lý; phía đông Triều Ca là đất Vệ, do Quản Thúc Tiên quản lý; phía tây Triều Ca là đất Dung, do người em khác là Sái Thúc Độ quản lý. Vũ Vương cũng phục vị cho Vi Tử, phong cho đất Vi (nay là Vi Sơn, Sơn Đông). Các công thần khác cũng được phân đất phong hầu, như Đàn Bá Đạt được phong đất Hà Nội, tư khấu Tô Phẫn Sinh được phong đất Ôn (cộng thêm 22 ấp, nay là bờ bắc sông Hoàng Hà phong tước cho các hậu duệ triều đại trước, nhằm vỗ về trấn an các quý tộc ngoại tộc hùng mạnh. Chu Vũ Vương đã cố gắng ổn định vùng Quan Đông, nhưng vùng Ân Thương vẫn tồn tại nhiều bất ổn. Khoảng năm 1043 TCN, Chu Vũ Vương qua đời không lâu sau khi tiêu diệt nhà Ân, ấu tử Cơ Tụng lên nối ngôi kế vị, trở thành Chu Thành vương.

### Triều đại của Thành Vương và Khang Vương

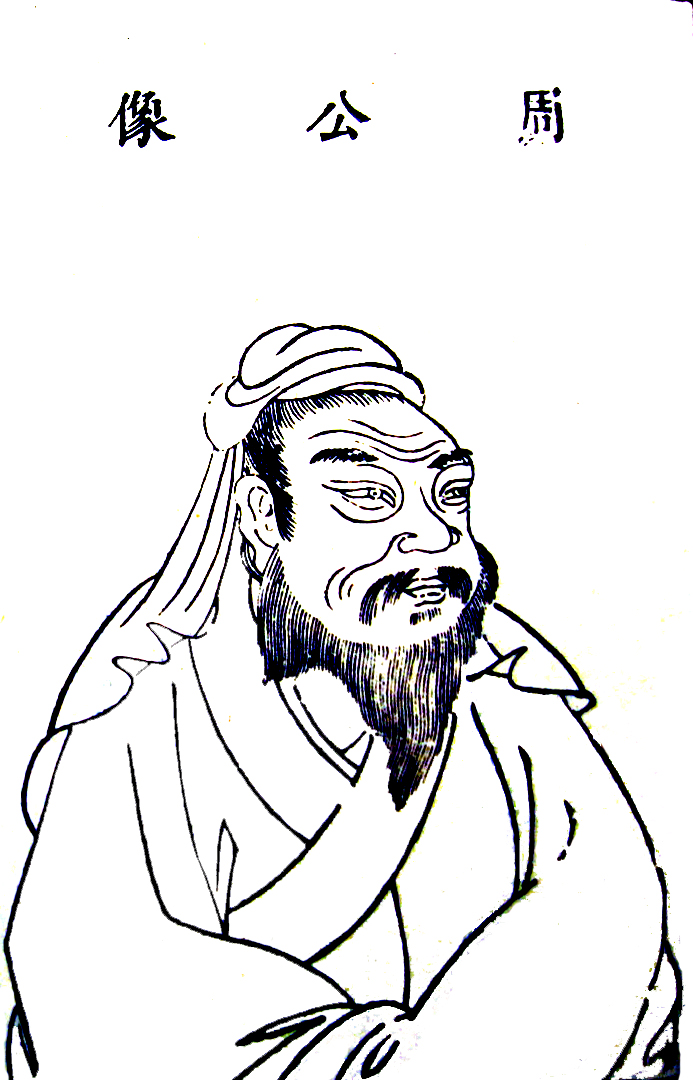
Chu công Đán, người thiết lập chế độ Lễ Nhạc và hoàn thiện chế độ phong kiến

Lúc bấy giờ, Chu Thành Vương (trị. 1042 – 1021 TCN) vẫn còn chưa trưởng thành nên người nắm giữ đại quyền là quan Đại tể Chu công Đán, chú của vua. Tuy nhiên, việc Chu công Đán nắm quyền không được các anh em trai là Thiệu công Thích, Quản Thúc Tiên và Sái Thúc Độ ủng hộ, do họ nghi ngờ ông có ý soán lập. Về phần Vũ Canh, vì người này muốn phục quốc nên đã liên thủ với Quản Thúc Tiên và Sái Thúc Độ, đồng thời hiệu triệu các nước chư hầu phía đông như nước Yêm (奄, nay là Khúc Phụ, Sơn Đông), Bồ Cô (薄姑, nay là Bác Hưng, Sơn Đông), Từ (徐, nay là đông nam Đằng Huyền, Sơn Đông), Hùng Doanh (熊盈, họ Doanh, tộc Hoài Di), cùng các nước Đông Di, Hoài Di khác phát động chiến tranh phản Chu, sử gọi là Loạn Tam giám. Chu công Đán với sự ủng hộ từ Thiệu công Thích đã tốn 3 năm để bình loạn: năm thứ nhất và năm thứ hai bình định Tam giám cùng Vũ Canh, năm thứ ba tiến hành chinh phạt các nước phiên thuộc ở phía đông. Chu Thành Vương còn đích thân xuất chinh cùng Chu công tiêu diệt nước Yêm. Chiến tranh kết thúc khi Chu công tiêu diệt các nước lớn như Bồ Cô và Phong Bá (có lẽ là nước Bàng 逄). Trong cuộc chiến lần này, Chu công đã giết Vũ Canh và Quản Thúc Tiên, đày ải Sái Thúc Độ, phế Hoắc Thúc Xử xuống làm thứ dân, tiêu diệt các nước Đông Di lớn như Yêm hay Bồ Cô và khiến nước Từ phải dời về khu vực mà ngày nay là Tứ Hồng, Giang Tô. Quyền lực nhà Chu cuối cùng đã được ổn định trở lại, cương vực mở rộng từ Trung Nguyên về phía đông và đông bắc.
Để ổn định tôn thất nhà Chu và củng cố sự kiểm soát đối với vùng đất phía Đông, Chu công Đán đã phân đất phong hầu cho tôn thất các công hầu, xây dựng Lạc Ấp, thiết lập chế độ Lễ Nhạc, hoàn thiện chế độ phong kiến. Sau loạn Tam Giám, Chu công Đán cải phong cho Vi Tử Khải về đất Ân cũ, gọi là nước Tống, để trấn an lòng người vì một bộ phận dân chúng vẫn còn lưu luyến triều đình cũ. Các quý tộc Ân Thương hùng mạnh cùng những người đã từng tham gia cuộc phản loạn đều bị buộc phải chuyển đến Lạc Ấp. Hoàn tất nguyện vọng của Chu Vũ Vương, Lạc Ấp (còn gọi là Thành Chu, nay là Lạc Dương, Hà Nam) trở thành trung tâm chính trị và quân sự của phía đông. Về mặt quân sự, nhà Chu thiếp lập bát sư ở Lạc Ấp để chinh phạt Đông Di, Hoài Di cùng Nam Man, còn tại Cảo Kinh thì có lục sư bảo vệ Tông Chu (chỉ khu vực kinh đô).
Triều đình nhà Chu phân đất phong hầu cho tông thất công hầu ở phía đông là để có thể kiểm soát về mặt chiến lược, kinh tế cũng như các tuyến đường giao thông quan trọng: Trưởng tử của Chu công Đán là Bá Cầm được phong đất Yêm, Từ cũ, gọi là nước Lỗ, đóng đô ở Khúc Phụ (nay là Khúc Phụ, Sơn Đông); Thái công Vọng Lã Thượng được phong đất Bồ Cô cũ lập ra nước Tề, định đô ở Doanh Khâu (nay là Xương Nhạc, Sơn Đông); phong cho trưởng tử của Thiệu công Thích là Khắc đất Yên xa xôi ở đông bắc, đóng đô ở Kế Thành (nay là Bắc Kinh); phong cho em trai Thành Vương là Thúc Ngu làm vua chư hầu nước Đường (sau đổi tên thành nước Tấn), định đô ở Đường (nay là Lâm Phần, Sơn Tây); cải phong em trai Thành Vương là Khang thúc Phong đất Ân Khư, lập nên nước Vệ, đóng đô ở Triều Ca. Vua chư hầu năm nước này đều có quan hệ thân thích, mật thiết với Chu Thành Vương, có nhiệm vụ trấn áp dân chúng Ân Thương, Đông Di. Trong đó, Tề, Lỗ, Yên là ba nước cấu thành phòng tuyến thứ nhất của nhà Chu ở phía đông, trong khi Vệ kiểm soát cố đô nhà Ân là Triều Ca. Ngoài ra, một số tôn thất nhà Chu khác như con của Sái thúc Độ là Trọng Hồ, vì được coi là người hiền đức nên vẫn được giữ đất Sái (nay là Thượng Thái, Hà Nam), con trai Hoắc Thúc Xử vẫn được giữ đất phong ở Hoắc (nay là Hoắc Châu, Sơn Tây). Việc huy động thực dân vũ trang còn tồn tại đến những năm cuối thời nhà Tây Chu.
Sau khi Chu Thành Vương tự mình nắm quyền chấp chính, nhà Chu vẫn tiếp tục thực hiện các cuộc chinh phạt ra bên ngoài, chẳng hạn như ra lệnh cho quan Thái bảo đem binh đi đánh nước Lục (錄). Thành Vương qua đời, thái tử Chiêu lên nối ngôi, tức Chu Khang Vương (trị. 1020 – 996 TCN). Trước lúc lâm chung, Thành Vương có cho triệu Thiệu công Thích cùng Tất công Cao đến, dặn giúp đỡ thái tử. Dưới sự phụ chính từ hai người, Khang Vương đã ban hành sách lược an dân. Về mặt đối ngoại, Vệ Khang bá được lệnh dẫn quân bát sư Ân bình định cuộc nổi loạn của người Đông Di, về phía tây dẫn binh chinh phạt người Di Địch Quỷ Phương. Để khai khẩn đất đai, mở rộng về phía đông nam, Chu Khang Vương đã tuần thú đến Cửu Giang, phân đất phong hầu cho Ngu hầu Trắc (虞候夨) ở đất Nghi (nay là Đan Đồ, Giang Tô). Ông tổ chức đại hội chư hầu ở Phong Cung (tức Phong Kinh). Thời kỳ Thành – Khang trở thành một trong những thời đại hoàng kim trong lịch sử Trung Quốc, sử gọi là "Thành Khang chi trị" (成康之治).

### Suy yếu nội bộ
Dưới thời Chu Chiêu Vương (trị. 995 – 977 TCN), nhà Chu chinh phạt nước Cối (鄶), Hổ Phương (虎方), tiếp tục khuếch trương về phía nam và đông nam. Ngoài ra, hai cuộc Nam chinh quy mô lớn mở rộng đến lưu vực sông Hán Thủy, phát sinh xung đột với Kinh Sở. Lần Nam chinh thứ nhất diễn ra vào năm thứ 16 đời Chu Chiêu Vương, khi đó nhà vua vượt sông Hán Thủy chinh phạt nước Sở và giành chiến thắng. Theo chữ khắc trên "Thế ngự quỹ" (𤞷馭簋) và "Quá bá quỹ" (過伯簋), các nước phương nam xâm phạm lãnh thổ nhà Chu, Chu Chiêu Vương xuất quân chinh phạt Kinh Sở, cuối cùng đã hàng phục được khoảng 26 nước Nam Di và Đông Di, thu về một lượng lớn đồng làm chiến lợi phẩm. Lần Nam chinh thứ hai diễn ra vào năm thứ 19, khi đó Chu Chiêu Vương đi thuyền trên sông Hán Thủy thì gặp nạn. Có ý kiến cho rằng Chiêu Vương đã chết đuối khi đang làm lễ tế để vượt sông Hán, có thể là do sập cầu (có thể đã bị tập kích khiến cầu phao bị hư hại). Một số khác lại cho rằng, quân Chu sử dụng thuyền được gắn bằng nhựa cây do dân bản xứ cung cấp, khi ra đến giữa sông thì nhựa cây bị rã ra nên chết đuối. Cuộc chiến với nước Sở và cái chết của Chiêu Vương gây tổn thất lớn cho nhà Chu. Vào thời Xuân Thu, chuyện Chiêu Vương chết được dùng làm lý do để nước Tề tuyên chiến với nước Sở. Đối với việc đối tượng của cuộc nam chinh thời Chiêu Vương có phải là nước Sở hay không, các học giả ngày nay đưa ra nhiều kiến giải khác nhau.

## Cai trị

### Lãnh thổ

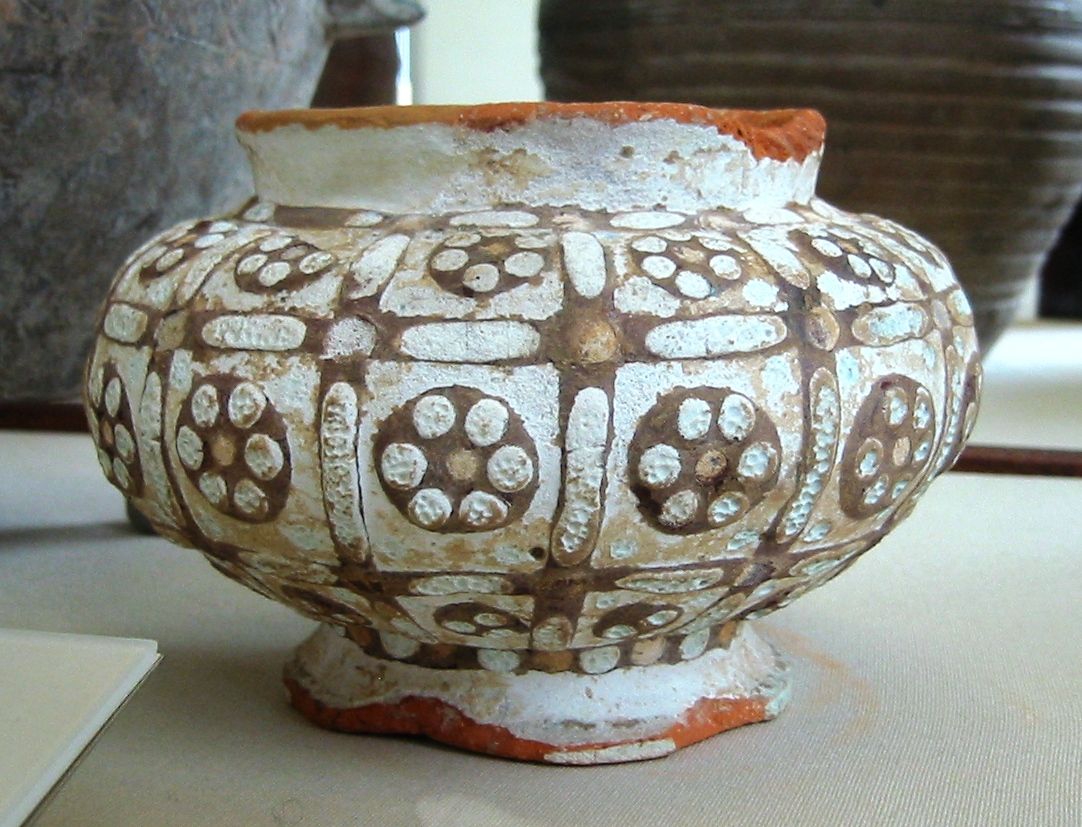
Bình gốm Tây Chu với các mảnh khảm thủy tinh, thế kỷ thứ IV-III TCN, Bảo tàng Anh.

Nhà Chu coi tất cả đất đai trong thiên hạ đều thuộc về Trời, và vua nhà Chu chính là Thiên tử, tức là "con của Trời", vì vậy tất cả đất đai và dân cư đều thuộc về vua nhà Chu. Đây cũng là nguồn gốc của khái niệm "Thiên mệnh", tức là nhà vua cai trị thiên hạ chính là ý muốn của Trời, chống lại nhà vua cũng chính là chống lại ý Trời, là tội đáng trừng trị nặng nhất. Đây là những quan niệm mà mọi triều đại phong kiến ở Trung Quốc sau này đều kế thừa.
Thấy rằng đất đai mình chinh phục được quá rộng lớn để một người có thể cai trị, các vua nhà Chu đã chia đất đai thành những vùng và chỉ định một người nào đó để cai trị vùng đó dưới danh nghĩa của mình (chư hầu), lựa chọn một người thân trong họ, một người có thể tin tưởng trong bè cánh, hay vị thủ lĩnh một bộ lạc đã cùng họ chống lại nhà Thương.
Chu Vũ vương nhớ công lao các vua đời trước, ông phong cho con cháu họ làm chư hầu:
- Con cháu Thần Nông ở đất Tiêu.
- Con cháu Hoàng Đế ở đất Chúc.
- Con cháu vua Nghiêu ở đất Kế.
- Con cháu vua Thuấn ở đất Trần.
- Con cháu vua Vũ nhà Hạ ở đất Kỷ.
- Con cháu Ngô Thái Bá ở đất Ngô.

Để thưởng công cho các tướng sĩ có công phò trợ diệt Thương, ngoài ba người em trai đã phong làm Tam giám, ông phong chư hầu cho các công thần, trong đó các nước lớn là:
- Khương Tử Nha ở đất Doanh Khâu, gọi là nước Tề.
- Phong em trai là Cơ Đán ở Khúc Phụ, gọi là nước Lỗ.
- Phong cho em là Thiệu Công Thích ở nước Yên.

Chính sách của nhà Chu khá tương đồng với mô hình chính trị Châu Âu thời Trung cổ, trong đó có rất nhiều tiểu quốc chư hầu được thành lập, vua của nước chư hầu phần lớn đều do con cháu của thiên tử nắm quyền, nước chư hầu có quyền tự trị và có trách nhiệm trung thành với vua nhà Chu. Các lãnh đạo, hay vua của các tiểu quốc đó đều nhận tước hiệu của vua nhà Chu.
Hầu hết các nước chư hầu đều được thành lập và thụ phong tước Hầu hay tước Tử trong thời Tây Chu, xem như họ đều là cánh tay nối dài của gia đình Chu Vũ Vương. Chỉ trừ một số ít chư hầu khác là được thành lập dưới tiền triều Thương, như nước Trần, nước Kỉ và nước Tống.
Mỗi vị vua chư hầu có quyền sắp đặt mọi vùng đất quanh mình và có lực lượng quân đội riêng. Và nhà Chu ban cho họ những quà tặng như xe ngựa, vũ khí bằng đồng, người hầu và súc vật. Các vị tù trưởng này được phong các tước vị và cai quản vùng lãnh địa của mình như một tiểu quốc thần phục nhà Chu. Những vị vua địa phương này truyền ngôi cho con trai mình và tước vị của họ là cha truyền con nối. Và để cai trị vùng đất của mình tốt hơn, vị chư hầu đó lại phong những tước nhỏ hơn cho những người đã từng cầm đầu các nhóm dân ở nơi đó trước khi họ đến. Một hệ thống thứ bậc địa vị và trách nhiệm xuất hiện giữa và bên trong các gia đình, với việc anh lớn thì có quyền cao hơn em, với quy tắc kế tục theo đó những người đàn ông sẽ làm chủ gia đình. Nếu một người quý tộc đã có gia đình mà lại thích một người đàn bà khác, thay vì đuổi vợ khỏi nhà, ông ta có thể đưa người đàn bà kia vào trong gia đình với tư cách vợ lẽ, với cấp bậc thấp hơn vợ mình.
Các vị vua sáng lập nhà Chu đã tuyên truyền với những người bị mình chinh phục rằng nhà Chu đã đuổi tiền nhân các vua nhà Thương khỏi thiên đường và thiên đường đã bị vị thần tối cao của họ chiếm, vị thần mà họ gọi là "Thượng đế", người, theo họ nói, đã ra lệnh cho sự sụp đổ của nhà Thương. Giống như ở vùng Tây Á, các vua Chu tuyên bố rằng họ cai trị bằng quyền lực thần thánh. Họ tuyên bố mình là Thiên Tử, hiện thân trên mặt đất của "Thượng đế" và nhiệm vụ của họ là làm trung gian với Thượng đế, để thực hiện các cuộc hiến tế thích đáng và giữ gìn quan hệ tốt giữa thiên đường và thần dân của họ. Họ tuyên bố rằng bất kỳ một sự chống đối nào với sự cai trị của họ là chống đối lại ý muốn của trời.

#### Phong kiến phân quyền
Vua Chu chỉ nắm quyền trung ương ở Cảo Kinh (gần Tây An ngày nay), còn thì chia đất cho các chư hầu. Phong kiến có nghĩa là vua phong tước cho một bầy tôi (hoặc là một người trong họ nhà vua, hoặc là một công thần...) và cho người đó một khu đất để người đó kiến quốc (lập nước). Người đó thành một chư hầu của vua.
Theo nguyên tắc thì đất của vua (vương) tức thiên tử được vạn dặm vuông và có vạn cỗ chiến xa (vạn thặng); dưới vương có năm tước: công, hầu, bá, tử, nam. Đất phong của hai bậc công và hầu được ngàn dặm vuông, có ngàn cỗ chiến xa (thiên thặng); bậc bá được bảy chục dặm vuông, có trăm cỗ chiến xa; hai bậc tử, nam được năm chục dặm vuông, năm chục cỗ chiến xa. Tất cả những nước nhỏ đó gọi chung là chư hầu; mỗi chư hầu sau lại sáp nhập thêm một hay nhiều nước nhỏ, gọi là phụ dung, tức là chư hầu của chư hầu.
Tất cả các nước đó đều làm phiên dậu cho nhà Chu, và dựng một hay nhiều đồn trên đất của mình. Mỗi đồn lớn hay nhỏ là một thị trấn có luỹ bằng đất bao quanh, và hai đường chữ thập cắt ngang từ đông sang tây và từ bắc xuống nam. Chung quanh đồn là nhà của dân chúng mà người ta gọi là "lê dân" (dân tóc đen); còn giới quý tộc sống trong đồn thì gọi là "bách tính" (trăm họ); danh từ bách tính thời sau mới có nghĩa là dân thường. Thời Chu, chỉ giới quý tộc mới có tên họ vì tổ tiên thuộc một thị tộc nào đó; thường dân thường không có tên họ, lấy tên nghề làm tên họ, như tổ tiên làm đồ gốm thì lấy họ là Đào, tổ tiên đánh giặc, thì lấy họ là Tư Mã.
Nguyên tắc là vậy, nhưng thời đó đo đạc chưa thống nhất, những số trăm dặm, bảy chục dặm chỉ là phỏng chừng, thiên tử muốn giữ bao nhiêu đất cũng được, và những công, hầu mạnh lên muốn mở mang bờ cõi cũng được. Vả lại, trừ những biên giới thiên nhiên như sông, núi, còn trong rừng và cánh đồng thì làm sao vạch được biên giới, chỉ đắp một mô đất (gọi là phong 封) để đánh dấu mà thôi. Cho nên uy quyền của một chư hầu lan tới đâu thì đó là biên giới.
Bổn phận của chư hầu là 1-2 năm một lần phải lại triều cống thiên tử - cống phẩm là sản vật trong nước - trình bày về tình hình cai trị trong nước; có sự xích mích gì với lân bang thì không được tự giải quyết lấy bằng vũ lực mà phải để thiên tử xử; khi chư hầu chết, truyền ngôi lại cho con thì phải được thiên tử chấp nhận. Ngược lại, bổn phận của thiên tử là phải che chở, giúp đỡ các chư hầu: nước nào bị ngoại tộc xâm lăng thì đem quân lại cứu; nước nào mất mùa thiên tử cũng phải cứu trợ. Và 5 năm một lần, thiên tử đi thăm hết các chư hầu một lượt, dĩ nhiên là chỉ tới những nước lớn rồi bảo các nước nhỏ tới họp để cùng tế lễ thần núi (ngũ nhạc) và nghe các nguyện vọng của họ.
Tới đâu thiên tử cũng cho mời các bô lão cao tuổi nhất lại chúc mừng và thăm hỏi về dân tình. Dân tộc Trung Hoa đã có tục trọng người già vào thời đó. Thiên tử lại quan sát các sản phẩm trong nước, nghe các bản nhạc, các bài hát trong các cuộc tế, lễ ở mỗi triều đình, các bài ca dao trong dân gian và sai người chép lại, để biết phong tục mỗi nơi, đời sống, nguyện vọng của dân. Những bài hát trong dân gian đó được Khổng Tử sau này sưu tập thành bộ Kinh Thi, nhờ vậy đời sau biết được khá đúng những tục lệ, nỗi vui buồn, lo lắng, oán thán và tình yêu giữa nam nữ Trung Hoa của 3.000 năm trước.
Thời kỳ Tây Chu, chế độ phong kiến đó có nhiều điểm tốt: 
- Nó giúp nhà Chu cai trị được một lãnh thổ rộng gấp mười đất của tộc Chu mà không phải dùng nhiều quân đội, không tốn sức;
- Nó lập được một tổ chức có trật tự, trên dưới đều có quyền lợi và bổn phận, mà bổn phận của trên (thiên tử) nặng hơn của dưới,
- Nó cho mỗi nước độc lập trong một liên hiệp, do đó vừa tạo được tinh thần quốc gia, vừa tạo được tinh thần tứ hải giai huynh đệ. Tinh thần quốc gia nhờ nó mà không hẹp hòi vì "đất nào cũng là đất của Thiên tử, người nào cũng là dân của Thiên tử"
- Nó giúp nhà Chu đem văn minh truyền bá khắp các chư hầu; danh từ Trung Hoa (xứ văn minh ở trung tâm) có thể xuất hiện từ hồi đó;
- Nó trọng ý dân và hoà bình, giải quyết được những mâu thuãn giữa các nước nhỏ mà không phải dùng đến vũ lực. Nó tạo ra một hình thức chiến tranh "lễ độ", "quân tử" rất đặc biệt, khắp thế giới không thấy ở đâu cả.

Lý thuyết thì như vậy, nhưng trên thực tế sự tốt đẹp kéo dài được gần 300 năm rồi sau đó suy tàn dần, hoá ra vô hiệu khi quyền lực Thiên tử suy yếu vào thời Đông Chu.

#### Bộ máy quan lại
Đời Chu, triều đình đã có bốn chức như chức thượng thư đời sau: tư mã coi việc binh, tư khấu coi việc hình, tư đồ coi về canh nông, tư không coi về dân sự, ruộng đất, đê điều, đường sá... (tức như bộ công thời sau). Chưa có hai bộ: bộ lại và bộ hộ, vì chưa cần thiết, có thể giao cho những quan nhỏ.
Ngoài ra có một chức coi về việc riêng của vua (trủng tế); một chức coi về việc ăn uống của vua (thiện phu); một chức coi về kho lẫm (truyền phủ); một chức dạy thái tử (sư phó); có một quan coi các hoạn quan nữa.
Ở triều đình có ba chức quan nhỏ: Chức coi về thiên sự, tế lễ, lịch; Thái bốc coi về bói...; và Sử coi về nhân sự, chép lại việc các đế vương đời trước, để lưu truyền những điều các tiên vương đã đặt ra. Những Kinh, Thi, Thư, Lễ, Nhạc đều do sử quan làm ra. Thời đó, không dân tộc nào chép sử kỹ như Trung Hoa.
Ngoài kinh đô, nước chia ra làm châu, rồi tới quận, lý (làng), giao cho đại phu hoặc kẻ sĩ cai trị.

#### Nông nghiệp
Nông nghiệp thời nhà Chu đã rất tập trung và trong nhiều trường hợp được chỉ đạo từ nhà nước. Tất cả đất đai trồng trọt đều thuộc sở hữu quý tộc, các quý tộc trao lại đất đai cho các nông nô của mình. Ví dụ, một mảnh đất được chia làm chín miếng vuông, hình chữ tỉnh (井), gọi là phép tỉnh điền, thu hoạch từ mảnh đất nằm chính giữa thuộc về nhà nước, ở những mảnh xung quanh thuộc về các nông dân.
Theo cách này, nhà nước có thể tích trữ lương thực thặng dư (như gạo) và phân phối chúng ở thời đói kém hay mất mùa. Một số lĩnh vực sản xuất quan trọng thời kỳ này gồm chế tạo đồng, vũ khí và công cụ sản xuất nông nghiệp. Những ngành này thuộc quyền quản lý của tầng lớp quý tộc.

#### Binh chế
Nhà Chu cho phép trưng binh. Lính, chiến xa, ngựa, bò, dân phải nộp cho nhà nước theo định số. Quân đội chia làm ngũ (năm người lính), lượng (năm ngũ) do một tư mã cai quản, tốt (bốn lượng), lữ (năm tốt), sư (năm lữ) do một đại phu làm suý cai quản, quân (năm sư) do một viên tướng cai quản. 
Theo nguyên tắc, thiên tử có sáu quân (mỗi quân có 12.500 người), chư hầu có ba, hai hoặc một tuỳ theo nước lớn hay nhỏ. Nguyên tắc đó ít khi được tuân theo.

#### Pháp chế
Pháp chế của thời đó phân biệt hai giai cấp: quý tộc (đại phu) và dân thường (thứ dân). Quý tộc mà phạm tội thì xử theo lễ, nghĩa là theo tục lệ của giới quý tộc; dân thường mà phạm tội mới bị triều đinh xét theo hình luật, tội nặng nhất thì bị nhục hình khắc chữ trên trán, cắt mũi, chặt chân, thiến, xử tử, xé thây, lăng trì, tru di tam tộc (họ cha, họ mẹ, họ vợ). Tội nhẹ hơn thì bị gọt đầu, hay đồ (đày đi xa).
Hình luật mới đầu không được ban bố trong dân gian, như vậy triều đình muốn áp dụng ra sao tùy ý, dân không được biết; dần dần về sau, mới được khắc lên đỉnh đồng cũng chỉ để ở trong cung thôi, rồi khắc lên gỗ treo ở kinh đô và các thị tứ.

#### Giáo dục
Từ đời Thương, Trung Hoa đã có chữ viết, mới đầu khắc trên giáp cốt, lên đồ đồng; rồi sau, từ đầu đời Chu khắc bằng dao hoặc viết bằng sơn lên thẻ tre; sau nữa lại viết bằng sơn trên lụa.
Có chữ viết thì có trường học, chia làm hai cấp: tiểu học cho những trẻ từ 8 đến 14 tuổi, đại học cho thiếu niên từ 15 đến 20 tuổi. Tiểu học dạy cho trẻ cách ứng đối, kính nhường và học một số chữ. Đại học dạy lục nghệ tức lễ, nhạc, xạ (bắn cung), ngự (đánh xe), thư (viết chữ), số (toán học).
Con nhà bình dân thì học ở hương học (trường ở làng), con nhà quý tộc học ở trường quốc học (kinh đô). Sử chép như vậy, nhưng đầu đời Chu có lẽ chỉ con nhà quý tộc mới được học cấp đại học, biết lục nghệ để sau ra làm quan, còn con bình dân thì may lắm một số rất ít được học vài năm ở tiểu học thôi.
Tới gần cuối đời Xuân Thu, Khổng Tử là người đầu tiên mở trường tư thục để dạy trẻ em và thanh niên bất kỳ thuộc giai cấp nào. Có thể ông cũng dạy lục nghệ, nhưng ông chú trọng nhất tới sự đào tạo một số thanh niên ưu tú, dạy họ Kinh Thi, Kinh Thư, Kinh Lễ, Kinh Nhạc (có thể cả Kinh Dịch nữa), để họ thành những người tài đức thay giai cấp quý tộc mà giúp vua chúa. Một số môn sinh của ông đã giúp các vua và đại phu đương thời, thành những kẻ sĩ có danh vọng.
Sau ông, môn đệ của ông gần thì như Tăng Tử, xa thì như Mạnh Tử (học trò của cháu nội ông, Tử Tư), Tuân Tử và nhiều nhà khác như Mặc Tử... noi gương ông mở trường dạy học, đào tạo được giai cấp kẻ sĩ; giai cấp này càng ngày càng đông, uy tín càng tăng, chiếm được những địa vị cao trong chính quyền, qua đời Hán thì gần như thay thế hẳn giai cấp quý tộc ở triều đình, trong dân gian.
Vì vậy chế độ huyết thống sớm chuyển qua quý tộc trí thức 2.000 năm trước phương Tây, khiến người phương Tây rất ngạc nhiên và rất phục, khen văn minh Trung Hoa là vô cùng độc sáng. Người có công đầu là Khổng Tử; ông được xưng tụng danh hiệu Vạn thế Sư biểu.

### Tôn giáo
Bắt đầu từ thời các vua nhà Chu, các vị thủ lĩnh địa phương nhận được quyền hành động như các thầy tế: để thực hiện hiến tế, để cho phép hát một số loại bài hát và một số điệu nhảy, quyền cúng tế các vị thần núi sông ở địa phương, các dòng suối và đất và mùa màng. Tuy nhiên, các quý tộc địa phương tiếp tục đi theo di sản của ông cha để lại. Họ lấy vợ bằng những nghi thức tôn giáo và sự ghi chép gia phả, trong khi dân thường vẫn tiếp tục kiểu lấy vợ thời cổ, không có họ hay có gia phả. Họ chỉ đơn giản sống với nhau và được công nhận là một cặp bởi những người hàng xóm.
Giống như ở Ấn Độ và Tây Á, cùng với thời gian có một sự pha trộn giữa các tôn giáo của kẻ chinh phục và kẻ bị chinh phục. Những vị cai trị nhà Chu chấp nhận vào danh sách thần thánh của mình một số vị thần của nền văn minh Thương. Sự cúng tế nhiều vị thần từ thời nhà Thương vẫn được tiếp tục, gồm cả vị thần mùa màng, mưa và nông nghiệp - một trong những vị thần này được tin rằng được sinh ra từ một bà mẹ trinh trắng. Trong số các vị thần đó có vị thần sông Hoàng Hà, người có thân cá nhưng có mặt người. Trong nền văn minh Chu, con người tiếp tục cố gắng làm dịu các vị thần bằng cách cúng tế. Những người có khả năng thì hiến tế bằng gia súc, cừu, lợn hay ngựa.
Việc hiến tế bằng người giảm bớt so với thời nhà Thương, nhưng nhà Chu có cả vợ và bạn bè ở trong mộ, và mỗi năm một cô gái trẻ bị cúng làm cô dâu cho thần sông. Việc hiến tế này bắt đầu bằng việc những bà đồng cốt lựa chọn một cô gái đẹp nhất có thể. Mặc cho cô ta đồ satin, tơ và đeo trang sức và đặt lên một cái giường cưới trên một cái bè. Họ tống cái bè xuống sông. Cái bè sẽ chìm và cô gái chết đuối, coi như là một đồ hiến tế cho thế giới vô hình của vị thần sông.

## Chư hầu nhà Chu
Bản đồ các nước chư hầu của Nhà Chu.

## Chế độ tông pháp
Chế độ lập đích tử từ đó được Chu Công, em của Vũ Vương, quy định, rồi dần dần ngày càng được hoàn thiện, bổ sung; trong sử gọi là tôn (cũng đọc là tông) pháp: (宗法).
Vua (thiên tử hay chư hầu) lựa một người con mà truyền ngôi cho - theo nguyên tắc đích tử là con trưởng của hoàng hậu - chỉ người đó được làm thiên tử hay vương còn những người khác thì lãnh những tước nhỏ hơn, lãnh địa cũng nhỏ hơn, hoặc làm chư hầu, hoặc làm khanh, đại phu. Người con kế vị đó được gọi là tự vương hay tự quân, làm chủ tế trong tôn miếu; những người con khác chỉ làm bồi tế. Sự tiếm vị bị coi là một tội nặng.
Các gia đình đại phu cũng vậy: người con kế nghiệp làm chủ tế, gọi là "đại tôn", những người khác làm tiểu tế, gọi là "tiểu tôn". Có những thể chế quy định từng chi tiết trong các cuộc tế đó. 
Trong gia đình thường dân, người con trưởng luôn luôn được hưởng gia tài, giữ việc hương khói. Địa vị người đó quan trọng nhất trong nhà nhưng trách nhiệm cũng lớn nhất: lo cho mọi người trong nhà đủ ăn đủ mặc, dạy bảo người dưới, chịu sự chê trách của dòng họ, xã hội nếu trong gia đình có kẻ nghèo đói hoặc hư hỏng, làm nhục tổ tiên.
Ngược lại, người đó và cả vợ nữa, được người trên nể, người dưới tuân lời. Khi em còn nhỏ, ở chung nhà thì anh có quyền thay cha (đã mất); em lớn rồi, ra ở riêng, may mà giàu có, sang trọng hơn anh thì về nhà vẫn phải lễ phép với anh, có bổn phận giúp đỡ anh, mà không được khoe giàu sang trước mặt anh.
Con gái không được quyền thừa kế, ra ở riêng rồi thì không còn địa vị gì trong nhà nữa, thành người của gia đình bên chồng (nữ nhân ngoại tộc), do vậy có câu "nhất nam viết hữu, thập nữ viết vô".
Tổ chức đại gia đình đó rất thích hợp với chế độ nông nghiệp để đất đai của gia đình không bị phân tán vào tay người ngoài, mà sự khai thác chung được dễ dàng, sự tiêu pha đỡ tốn kém. Nó tạo nên tinh thần gia tộc: giúp đỡ lẫn nhau, giữ danh dự chung cho nhau. Nhưng nó cũng gây nhiều sự bất công, bất bình nếu người gia trưởng tư cách không đàng hoàng, ăn bám.
Muốn cho chế độ tôn pháp được vững, nhà Chu rất đề cao hiếu đễ: con phải hiếu với cha mẹ, kẻ dưới phải tôn kính người trên. Nhờ vậy ai cũng nhận rằng dân tộc Trung Hoa là dân tộc coi trọng chữ hiếu nhất. Vì trọng chữ hiếu, nên họ chú trọng đến tang lễ, tế tự. Sự thờ cúng tổ tiên gần thành một tôn giáo.

## Mệnh Trời (Thiên Mệnh)
Nhà Chu cũng phải tranh đấu với tính hợp thức về sự cai trị của họ. Để thuyết phục thần dân, đặc biệt là các quý tộc, về tính chính đáng của quyền lực của mình, nhà Chu lập ra một hệ thống quyền lực mới mà họ gọi là "Thiên mệnh" (t'ien ming), hay "Sự uỷ nhiệm của Trời". Khái niệm này vẫn là một phần trong bề ngoài của những lý thuyết về quyền lực ở Trung Quốc. Nhà Chu định nghĩa quyền làm vua như một vị trí trung gian giữa trời và đất; đặc tính của vua hay chúa tể, "vương" thể hiện hùng hồn điều này. Chữ biểu ý của nghĩa này gồm ba đường ngang và một nét sổ dọc. Điều này thể hiện sự kết nối giữa trời (ở trên) và đất (ở dưới).
Mối quan hệ này được thể hiện gián tiếp bởi chúa tể hay nhà vua (đường ngang ở giữa). Trời ("thiên") muốn rằng con người sẽ có được mọi thứ nhu cầu của mình, và vị vua, theo ý của "thiên mệnh" được chỉ định bởi trời để coi sóc sự thịnh vượng của mọi người dân. Đây là một "Chiếu chỉ" hay "Sự uỷ nhiệm" của trời. Nếu vị vua chúa trở nên ích kỷ hay không thể chấp nhận được, không thể chăm sóc người dân, trời bãi bỏ sự uỷ nhiệm của mình và trao cho người khác.
Cách duy nhất để biết được sự uỷ nhiệm đã được thông qua là lật đổ vị vua chúa đó; nếu việc lật đổ thành công, thì sự uỷ nhiệm đã được trao cho người kia, nhưng nếu thất bại, thì sự uỷ nhiệm vẫn thuộc về nhà vua. Mệnh Trời có thể là khái niệm về mặt chính trị và xã hội bị chỉ trích nhiều nhất trong văn hoá Trung Quốc. Nó giải thích những thay đổi trong lịch sử, nhưng cũng cung cấp một lý thuyết đạo đức sâu sắc về triều đình dựa trên sự vị tha cống hiến của người cai trị đối với lợi ích đại chúng. Quan niệm này cũng tái tạo lại quan niệm Trung Quốc về Trời, vốn bắt nguồn từ khái niệm trước đó về một "Thượng đế", ("Shang-Ti") thành một lực lượng cai trị vũ trụ đạo đức. Chính khía cạnh đạo đức này của Trời và "Mệnh Trời", đã ảnh hưởng đến khuynh hướng chung của văn hoá và triết học Trung Quốc, có lẽ chú trọng tới đạo đức và các vấn đề xã hội – hơn là những nền văn hoá cổ khác.

## Nhà Đông Chu
Năm 771 TCN, khi Chu U Vương phế truất Thân hậu để đưa Bao Tự lên thay thế, kinh đô nhà Chu đã bị các lực lượng du mục phía đông bắc tràn vào cướp phá do sự xúi giục của Thân Hầu (cha Thân hậu). U vương bị giết và con cả là thái tử Nghi Cữu được các quý tộc chư hầu Trịnh, Tấn, Tần đưa lên làm vua, tức là Chu Bình Vương, dời đô về phía đông năm 771 TCN tới Lạc Dương, tỉnh Hà Nam hiện nay. Từ đây bắt đầu giai đoạn Đông Chu, và chỉ kết thúc khi bị nhà Tần lật đổ vào năm 256 trước Công Nguyên; trong lịch sử Trung Quốc, giai đoạn này được gọi là "Thời Xuân Thu" (771-403 TCN) và "Thời chiến quốc" (403-256 TCN).
Sự phân chia này dựa trên một bộ sử biên niên của Khổng Tử, bộ Kinh Xuân Thu. Bộ này chép sử nước Lỗ từ năm thứ nhất đời Lỗ Ấn Công (722 TCN) đến năm thứ 14 đời Lỗ Ai Công (481 TrCN), gồm 240 năm, năm 479 là năm Khổng Tử mất. Nhiều học giả thấy năm 722 và năm 480 (hoặc năm 479) không đánh dấu một biến cố lớn lao nào trong lịch sử, nên đã chia lại như sau: 
- Thời Xuân Thu: 770-403 TCN, tính từ đời Chu Bình Vương tới cuối đời Chu Uy Liệt Vương, năm 403 là mốc diễn ra sự kiện Ba nhà chia Tấn (lãnh thổ nước Tấn - nước mạnh nhất thời Xuân Thu - bị chia thành 3 nước khác).
- Thời Chiến Quốc: 403-221 TCN, từ đời Chu An Vương đến khi nước Tần diệt được nước Tề và thống nhất Trung Quốc.

Thời kỳ này của nhà Đông Chu cũng được coi là giai đoạn phát triển mạnh mẽ nhất của tư tưởng và văn hoá Trung Quốc trong lịch sử. Chính trong giai đoạn cai trị này của nhà Đông Chu mà những nhà tư tưởng lớn nhất đã sáng tạo ra những quan niệm khởi đầu về triết học, đạo đức, học thuyết chính trị và văn hoá Trung Quốc.

### Nội loạn thời Xuân Thu
Ở giai đoạn Xuân Thu (771-403 TCN), Trung Quốc dần bị chia cắt thành một loạt các tiểu vương quốc do các vua chư hầu tự cai trị. Các vua chư hầu chỉ thần phục vua nhà Chu trên danh nghĩa, còn thực tế thì họ tự cai trị mà không cần để ý đến mệnh lệnh của nhà Chu, vua nhà Chu không còn giữ được quyền kiểm soát các tiểu quốc của mình.
Nhược điểm của thể chế phong kiến phân quyền lúc này phát tác: 
- Sự thống nhất quốc gia phải dựa vào uy quyền của Thiên tử nhà Chu, mà uy quyền của vua nhà Chu thì lại phải trông cậy vào sự thần phục và cống hiến của các vua chư hầu. Các đời vua chư hầu đầu tiên có liên hệ gần gũi về huyết thống (anh em ruột, con chú con bác) hoặc là cận thần trung thành của vua nhà Chu, nên họ tự giác thần phục Thiên tử nhà Chu. Nhưng trải qua hơn 300 năm cha truyền con nối cục bộ tại mỗi nước chư hầu (tương đương 10-15 thế hệ), mối liên hệ về huyết thống giữa các vua chư hầu với vua nhà Chu đã trở nên rất xa xôi, các vua chư hầu ngày càng có nhiều người không tự giác thần phục uy quyền của vua nhà Chu, khiến quyền lực của Thiên tử cũng càng ngày càng yếu đi.
- Các vua chư hầu trái lại, ngày càng muốn bành trướng thế lực. Đầu thời nhà Chu, các vua chư hầu có liên hệ gần về huyết thống (anh em ruột, con chú con bác trong gia tộc họ Cơ) nên hòa thuận với nhau. Nhưng sau hơn 300 năm cai trị ở các địa phương khác nhau thì mối liên hệ huyết thống giữa các chi họ Cơ cũng cũng ngày càng yếu đi. Dù phần lớn các vua chư hầu vẫn là con cháu họ Cơ, nhưng vì huyết thống dòng họ đã cách xa nhau tới 10-15 thế hệ nên các vua chư hầu đã coi nhau gần như là người xa lạ. Các vua chư hầu dần tìm cách mở mang đất đai, thôn tính nước chư hầu khác ở xung quanh, hùng cứ một phương. Vì vậy số nước chư hầu cứ giảm dần, từ 1600 xuống 1000, 500... rồi chỉ còn chưa tới 100. Các chư hầu hùng cường đất đai mỗi ngày một rộng, quân đội còn đông hơn cả quân của thiên tử. Những chư hầu nhỏ bị chư hầu lớn ức hiếp, cầu cứu với thiên tử, nhưng thiên tử nhà Chu bất lực không cứu nổi, thế là uy quyền của vua nhà Chu chỉ còn có cái danh mà không có cái thực.
- Theo thể chế phong kiến phân quyền, vua nhà Chu về danh nghĩa là cai trị toàn Trung Hoa, nhưng thực tế thì vua nhà Chu chỉ thực sự kiểm soát một vùng nhỏ quanh kinh đô, còn các vùng đất khác lại phân chia cho các vua chư hầu tự cai trị. Các vua chư hầu có thể tự thu thuế, xây dựng quân đội, phong quan chức địa phương. Về lâu dài, khi đã tích lũy đủ quân lực, nhiều vua chư hầu dần muốn tách thành nước riêng để không phải tuân theo mệnh lệnh từ vua nhà Chu nữa. Còn vua nhà Chu, dù biết chư hầu làm loạn nhưng cũng đành bất lực không ngăn chặn được, vì đất đai và quân đội của nước chư hầu giờ đây còn mạnh hơn so với của nhà vua.

Bởi vì sự không ổn định của các tiểu quốc đó, và bởi vì sự xâm lấn lãnh thổ của các rợ du mục phía nam, các tiểu quốc phải liên minh với nhau và chấp nhận một số vị bá chủ trên "lãnh thổ" của họ. Vì vậy thời Xuân Thu là một giai đoạn nguy hiểm và không chắc chắn nhất, trong đó lãnh thổ bị chuyển dịch tới lui, các cuộc xâm lấn thường xuyên xảy ra và các liên minh được lập lên rồi lại giải tán với sự nhanh chóng đáng kinh ngạc.

## Suy tàn
Từ khi dời đô sang phía Đông, quyền lực của triều đình Chu dần giảm sút: tốc độ tan rã các vương quốc tăng lên. Từ thời Bình Vương về sau, các vua nhà Chu chỉ còn cai trị trên danh nghĩa, quyền lực thực sự nằm trong tay các chư hầu hùng mạnh. Các chư hầu đánh nhau để giành lấy ngôi bá chủ, điều khiển các chư hầu khác thay vai trò của nhà Chu, dù trên danh nghĩa họ vẫn mượn tiếng nhà Chu để điều khiển các chư hầu khuất phục. Trong thời Xuân Thu xuất hiện các chư hầu mạnh nối nhau làm bá chủ, gọi là Ngũ Bá (có vài thuyết khác nhau quan niệm về Ngũ Bá).
Năm 704 TCN, Hùng Thông, quân chủ nước Sở trở thành chư hầu đầu tiên xưng vương ngang hàng với thiên tử nhà Chu.
Năm 403, ba họ lớn nước Tấn truất ngôi vua nước Tấn, chia nước này thành ba nước (三家分晉): Hàn, Triệu, và Ngụy. Vua nhà Chu bất lực không trừng trị được, lại còn công nhận việc đó. Sử gia Tư Mã Quang nhận định việc nhà Chu công nhận 3 họ chia nhau nước Tấn là một sai lầm, tạo ra tiền lệ kẻ dưới tiếm vị kẻ trên, chút vị thế còn lại của nhà Chu cũng mất hết:
Kinh Xuân Thu hạ thấp chư hầu, đề cao vương thất, vì Thiên tử tuy thế yếu, nhưng theo thứ tự vẫn ngồi trên chư hầu, mới thấy thánh nhân đối với thứ tự vua tôi không hề qua quít...
Than ôi, U Vương, Lệ Vương thất đức, đạo nhà Chu ngày càng suy, cương kỷ băng hoại — dưới chà đạp trên, chư hầu tự chuyên chinh phạt, Đại phu chuyên quyền — đại thể của lễ mười phần đã mất đi bảy tám; nhưng các quân vương nối nghiệp Văn Vương, Võ Vương vẫn đều đều nối ngôi nhau là nhờ con cháu nhà Chu vẫn còn biết giữ danh phận mình vốn có... Nhờ thế đất đai nhà Chu dù chẳng lớn bằng Tào, Đằng, dân chúng nhà Chu dù chẳng nhiều bằng Chu, Cử, nhưng suốt mấy trăm năm, vẫn là tông chủ thiên hạ, tuy hùng mạnh như Tấn, Sở, Tề, Tần vẫn không dám đặt mình trên nhà Chu, vì sao? Chỉ vì dựa vào danh phận sẵn có vậy... Đến đây các Đại phu nước Tấn khinh rẻ vua mình, chia nhau đất đai nước Tấn, Thiên tử đã chẳng trừng trị, còn ban thưởng vị cao, cho đứng vào hàng chư hầu, chính là còn vỏn vẹn chút danh phận lại không biết giữ mà vứt hết đi. Đạo lễ tiên vương nhà Chu thế là dứt vậy!
Than ôi! Đạo lễ quân thần mà hủy hoại, thì thiên hạ dùng trí lực tranh cường, khiến những nước chư hầu là con cháu thánh hiền, xã tắc tông miếu chẳng đâu không bị diệt vong, chúng dân bị dày xéo, giết chóc bằng hết, há chẳng đau xót lắm sao!
Tới thời Chiến Quốc (sau năm 403), các chư hầu thậm chí còn không cần biết tới sự cai trị chỉ mang tính biểu tượng của các vua Chu và tự xưng vương như vua nhà Chu. Chiến tranh giữa các chư hầu tàn khốc hơn, quy mô lớn hơn vì một loạt nước nhỏ thời Xuân Thu đã bị tiêu diệt, còn lại chỉ khoảng 10 nước, trong đó có 7 nước lớn gọi là Thất hùng: Tề, Yên, Tần, Sở, Hàn, Triệu, Nguỵ. Nhà Chu khi đó chỉ còn cai quản vùng đất nhỏ bé như các nước chư hầu bé khác còn sót lại chưa bị diệt như Lỗ, Vệ. Các chư hầu lớn muốn trở thành Vua của những ông vua.
Tới thời Chiến Quốc, Tần có lần đòi Cửu đỉnh của Chu, Triệu lấy tế điền (ruộng mà hoa lợi dùng vào việc tế lễ) của Chu; và khi các chư hầu đều tự xưng vương cả - tức tự coi mình ngang hàng với vua Chu - thì vua Chu cũng phải khép nép tâng họ lên là vương mà tự xưng là tiểu quốc.
Tới thế kỷ III TCN, một nhà Chu nhỏ bé cũng lại nảy sinh lục đục. Hai nước Hàn và Triệu mang quân can thiệp, chia lãnh thổ nhỏ bé làm đôi, giao cho hai vị tông thất cai quản, gọi là Tây Chu công và Đông Chu công. "Thiên tử" nhà Chu ở chung với Tây Chu công. Từ đây Tây Chu và Đông Chu chỉ mang nghĩa phân chia trong phạm vi hẹp của vùng đất nhà Đông Chu xung quanh Lạc Dương mà thôi, không phải địa phận nhà Tây Chu xưa kia, lúc đó đã thuộc về Tần.
Tới năm 257 TCN, hưởng ứng phong trào "hợp tung" do Sở và Yên phát động để chống nước Tần hùng mạnh và hung hãn đang lấn đất chư hầu như tằm ăn lá, thiên tử nhà Chu cũng mộ binh đánh Tần. Nhưng lúc đó nhà Chu đã kiệt quệ tới mức thiên tử không có đủ tiền chiêu binh mà phải đi vay. Tây Chu công tự làm tướng cùng hợp binh với quân Yên và quân Sở. Thế nhưng, phong trào hợp tung cũng như những lần trước, đúng như đánh giá của Trương Nghi:"hợp tung như đống cát, dễ hợp mà dễ tan", chưa đánh Tần trận nào ra trò mà hợp tung lại tan rã vì quân các nước khác không tới. Hàn đang bị Tần vây, không cựa quậy được, Triệu vừa thua trận Trường Bình mất gần hết nhân sự và sinh khí, còn Tề lại thông hiếu với Tần không ra quân. Quân Sở và Yên cô thế đành tự rút. Lấy cớ nhà Chu gây hấn, năm 256 TCN, Tần Chiêu Tương vương sai Trương Đường mang quân đánh vào đất Tây Chu, bắt Chu Noãn vương đem về Hàm Dương.
Năm 250 TCN, Tần Chiêu Tương Vương chết, liền sau đó con là Hiếu Văn vương lên ngôi 3 ngày cũng chết. Cháu là Tử Sở lên ngôi, tức là Trang Tương vương. Đông Chu quân thấy nước Tần mất liền 2 vua, lại sai người đi bàn với các nước hợp tung đánh Tần lần nữa, thành ra chọc giận nước Tần. Năm 249 TCN, vua Tần bèn sai Lã Bất Vi mang 10 vạn quân đi đánh Đông Chu, bắt nốt Đông Chu quân mang về. Từ đó nhà Chu mất hẳn.
Nhà Chu tính từ Chu Vũ vương đến Đông Chu quân có 37 vua, nếu tính từ năm 1122 TCN thì kéo dài 873 năm, nếu tính từ 1046 TCN thì kéo dài 777 năm. Dù là con số nào, nhà Chu vẫn là triều đại tồn tại lâu nhất trong lịch sử Trung Quốc.